# Les Plaisirs dangereux
Pour plus de détails, voir Fiche technique et Distribution.
Les Plaisirs dangereux (Una voglia da morire) est un film policier italo-français sorti en 1965 et réalisé par Duccio Tessari,.

## Synopsis
Clara et Eleonora, deux femmes de la riche bourgeoisie milanaise, sont en vacances sur la Riviera ligure, à Arenzano, tandis que leurs maris restent au travail en ville. Ennuyées et désireuses d'échapper au ménage matrimonial, elles se disputent d'abord les attentions d'un jeune homme du coin, Aldo, puis transforment la compétition entre elles en une véritable chasse à l'homme où, le temps d'une nuit, elles battent le pavé pour mettre à l'épreuve leur pouvoir de séduction.
Au cours de cet étrange défi, Clara est tuée dans un accident, écrasée par un camion qui laisse son corps horriblement défiguré, tandis qu'Eleonora, terrifiée, s'enfuit à Milan, où son mari la retrouve ivre et désemparée à la maison.
L'incident déclenche une enquête policière visant à identifier l'identité du cadavre et les auteurs du crime éventuel, bien que l'enquête les amène à se pencher sur le monde de la prostitution locale et sur les clients potentiels. Les maris, pour leur part, acceptent de mettre en place un plan pour les protéger du scandale.

## Fiche technique
Sauf indication contraire, les informations mentionnées dans cette section peuvent être confirmées par la base de données cinématographiques IMDb,  présente dans la section « Liens externes ».
- Titre original italien : Una voglia da morire
- Titre français : Les Plaisirs dangereux[3]
- Réalisateur : Duccio Tessari
- Scénario : Lorenzo Gicca Palli, Enzo Battaglia
- Producteur : Sergio Sabini
- Photographie : Carlo Carlini
- Montage : Franco Fraticelli
- Musique : Giampiero Boneschi (it)
- Décors : Demofilo Fidani
- Costumes : Mila Vitelli
- Société de production : King Film Productions, Films Number One
- Pays de production :  Italie -  France
- Langue de tournage : italien
- Format : Noir et blanc - son mono - 35 mm
- Genre : Film policier
- Durée : 99 minutes
- Date de sortie :	
  - Italie : 22 avril 1965
  - France : 26 juillet 1973[3]

## Distribution
- Annie Girardot : Eleonora
- Raf Vallone : Le mari d'Eleonora
- Régine Ohann : Clara
- Alberto Lionello : Le mari de Clara
- Sophie Daumier
- Michel Lemoine
- Carlo Giordana (it)
- Lorella De Luca
- Giuliano Giunti
- Calisto Calisti (it)
- Mario Lanfranchi